# 奧爾利采河畔烏斯季

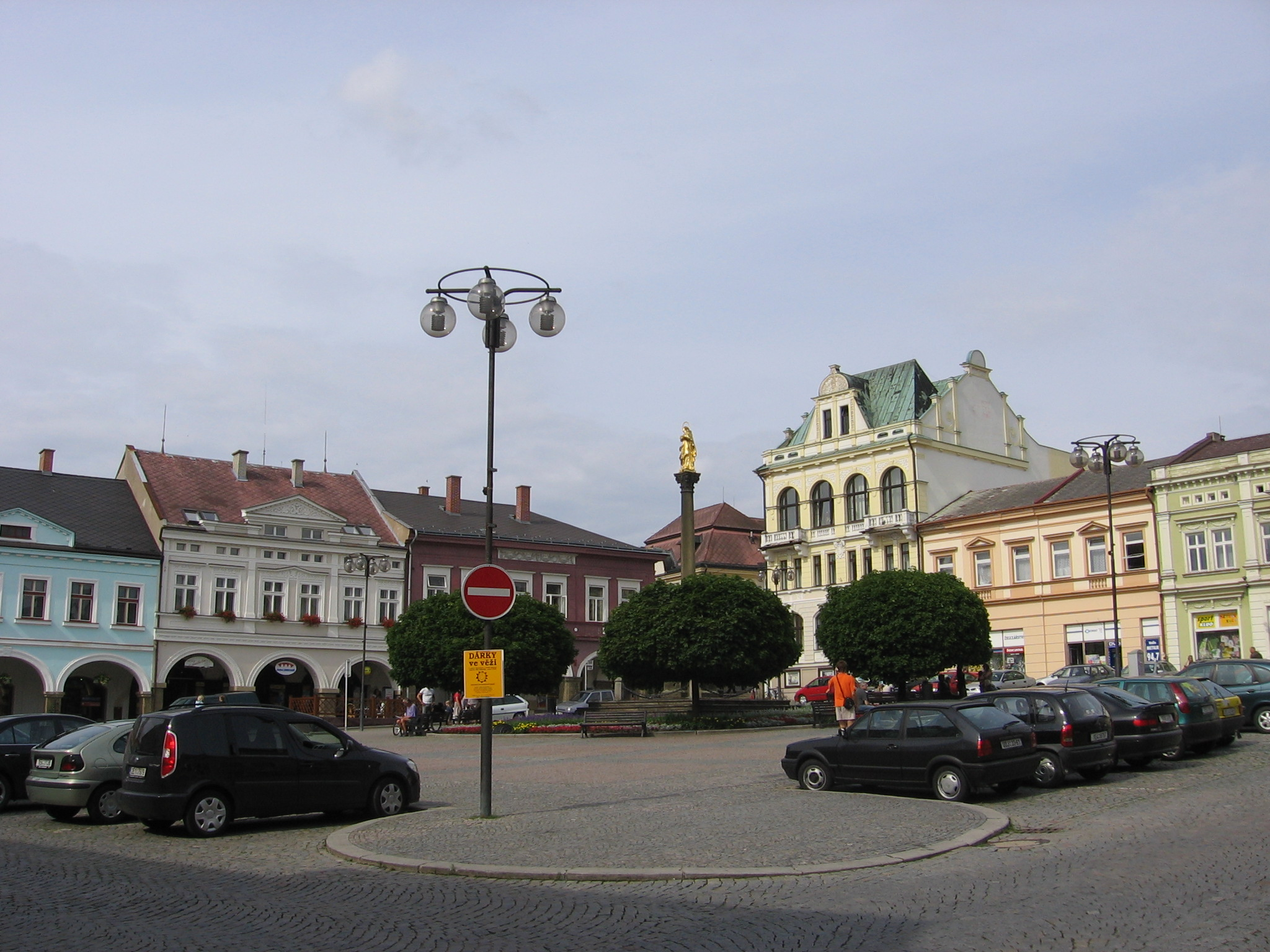

奧爾利采河畔烏斯季是捷克的城鎮，位於該國東北部，由帕爾杜比采州負責管轄，始建於1241年，面積36.36平方公里，海拔高度340米，2006年人口15,151。

## 外部連結
- Official website （页面存档备份，存于）